# جبريل فاغنر
جبريل فاغنر (بالألمانية: Gabriel Wagner)‏ هو عالم طبيعي وفيلسوف ورياضياتي ألماني، ولد في 1660 في كفيدلينبورغ في ألمانيا، وتوفي في 1717 في غوتينغن في ألمانيا.